# Loué
Loué est une commune française, située dans le département de la Sarthe en région Pays de la Loire, peuplée de 2 100 habitants, célèbre pour ses volailles.
La commune fait partie de la province historique du Maine, et se situe dans la Champagne mancelle.

## Géographie
Située dans le département de la Sarthe à 24 km au nord de Sablé-sur-Sarthe, 28 km à l'ouest du Mans et 50 km à l'est de Laval, Loué était un chef-lieu de canton avant le redécoupage des cantons pour 2015, du département de la Sarthe. La commune est alors devenue le bureau centralisateur d'un canton passé de quatorze à quarante-quatre communes.
| Joué-en-Charnie     | Chassillé                     | Auvers-sous-Montfaucon |
| Joué-en-Charnie     | Loué                          | Tassillé               |
| Mareil-en-Champagne | Saint-Christophe-en-Champagne | Vallon-sur-Gée         |

### Climat
Pour des articles plus généraux, voir Climat des Pays de la Loire et Climat de la Sarthe.
En 2010, le climat de la commune est de type climat océanique dégradé des plaines du Centre et du Nord, selon une étude du CNRS s'appuyant sur une série de données couvrant la période 1971-2000. En 2020, Météo-France publie une typologie des climats de la France métropolitaine dans laquelle la commune est exposée à un climat océanique et est dans la région climatique  Moyenne vallée de la Loire, caractérisée par une bonne insolation (1 850 h/an) et un été peu pluvieux. 
Pour la période 1971-2000, la température annuelle moyenne est de 11,2 °C, avec une amplitude thermique annuelle de 14 °C. Le cumul annuel moyen de précipitations est de 711 mm, avec 12,1 jours de précipitations en janvier et 6,8 jours en juillet. Pour la période 1991-2020, la température moyenne annuelle observée sur la station météorologique de Météo-France la plus proche, sur la commune de Rouessé-Vassé à 19 km à vol d'oiseau, est de 11,7 °C et le cumul annuel moyen de précipitations est de 806,9 mm,. Pour l'avenir, les paramètres climatiques de la commune estimés pour 2050 selon différents scénarios d'émission de gaz à effet de serre sont consultables sur un site dédié publié par Météo-France en novembre 2022.

## Urbanisme

### Typologie
Au 1er janvier 2024, Loué est catégorisée bourg rural, selon la nouvelle grille communale de densité à sept niveaux définie par l'Insee en 2022.
Elle appartient à l'unité urbaine de Loué, une agglomération intra-départementale regroupant deux  communes, dont elle est ville-centre,,. La commune est en outre hors attraction des villes,.

### Occupation des sols
L'occupation des sols de la commune, telle qu'elle ressort de la base de données européenne d’occupation biophysique des sols Corine Land Cover (CLC), est marquée par l'importance des territoires agricoles (89,3 % en 2018), en diminution par rapport à 1990 (92,9 %). La répartition détaillée en 2018 est la suivante : 
terres arables (52,5 %), prairies (35,5 %), zones urbanisées (10,1 %), zones agricoles hétérogènes (1,3 %), forêts (0,5 %). L'évolution de l’occupation des sols de la commune et de ses infrastructures peut être observée sur les différentes représentations cartographiques du territoire : la carte de Cassini (XVIIIe siècle), la carte d'état-major (1820-1866) et les cartes ou photos aériennes de l'IGN pour la période actuelle (1950 à aujourd'hui).

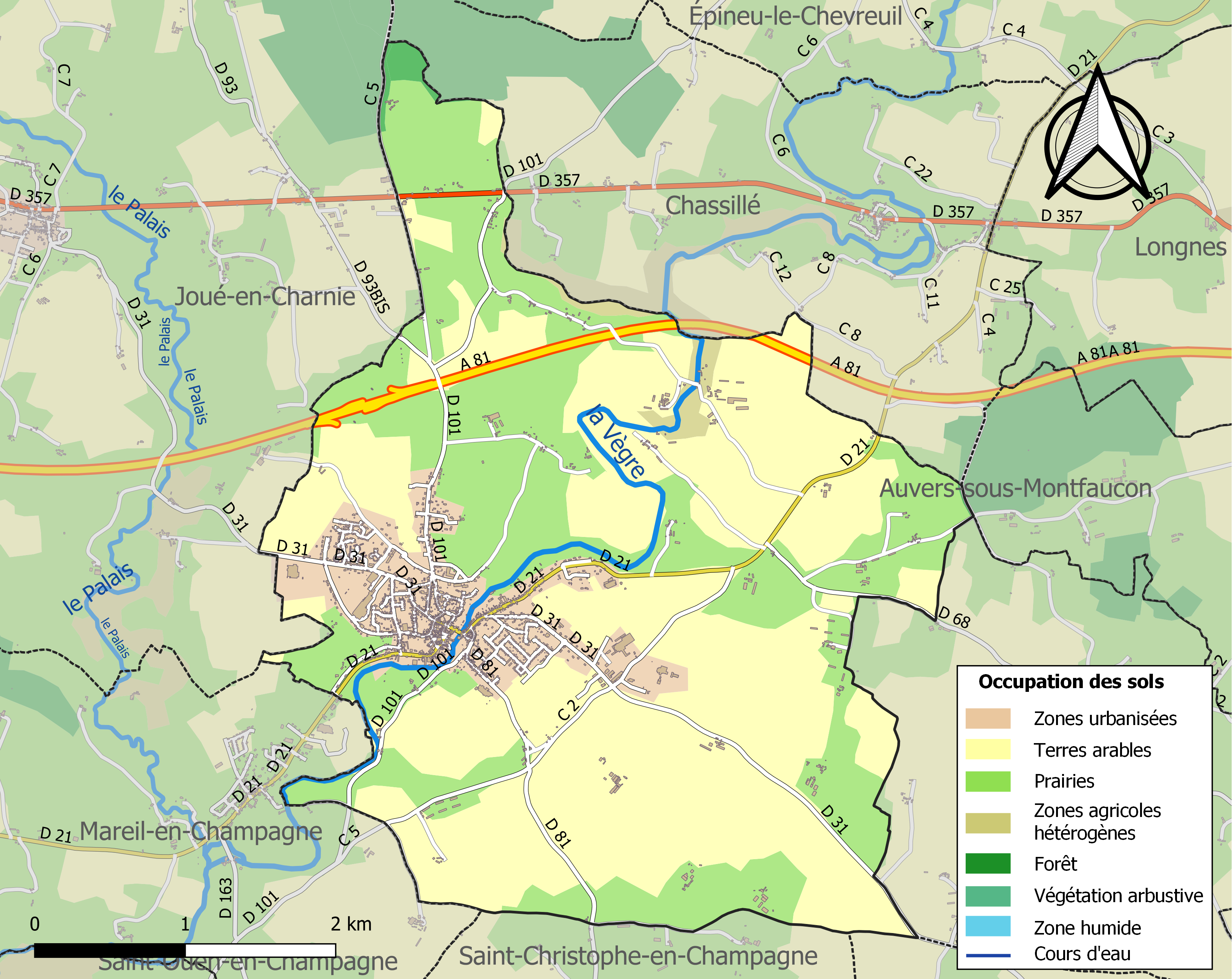
Carte des infrastructures et de l'occupation des sols de la commune en 2018 (CLC).

## Toponymie
Le nom de la localité est attesté sous les formes de Loiaco aux Xe et XIe siècles, de Laudiaco vers 1060, de Loeia en 1080 et 1100, juxta Louetum en 1249 et de Loe en 1316.
Le nom correspond à un type gallo-roman tardif *LODIACU basé sur le nom de personne Laudius, de type chrétien, et le suffixe -acum de propriété. Le -é final est la marque de ce suffixe dans l'Ouest de la France et correspond au plus commun -y.
Ainsi Joué correspond à Jouy (de Gaudiacum) ; Chassillé à Chassilly (de Cassiliacum) ; etc.
Le même type *LODIACU a évolué en Lohéac et Loudéac en Bretagne, au contact du breton.
Le gentilé est Louésien.

## Histoire

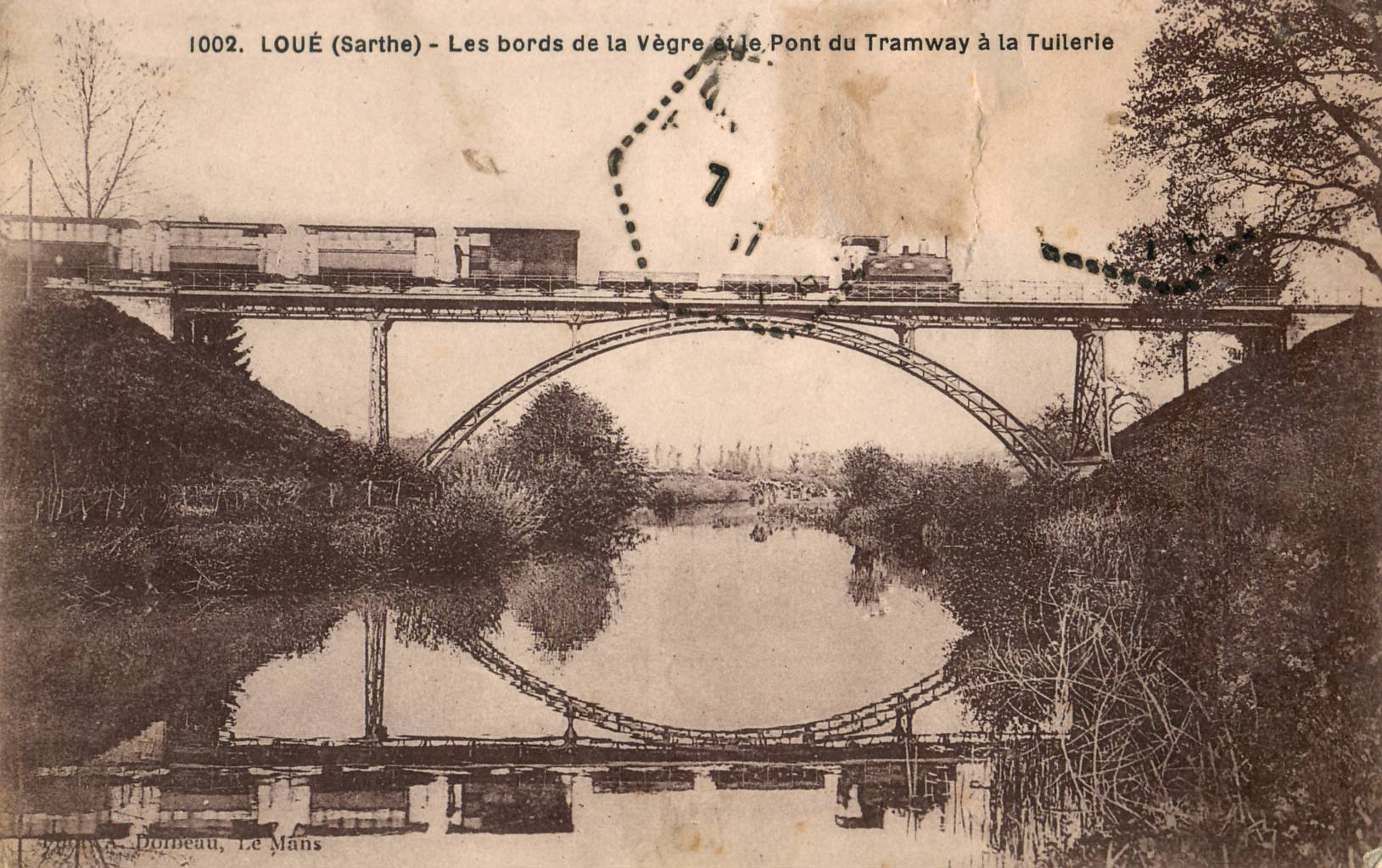
Les abords de la Vègre et le Pont du Tramway à la Tuilerie.

Le 6 décembre 1789, le curé de Loué bénit le drapeau de la milice citoyenne donné par Jean-François du Monard, chevalier, baron de Villefavard, seigneur de Saint-Martial, de Coulainnes et de Loué, chevalier de l'ordre de Saint-Louis, commandant de la garde nationale de Loué, en présence de la musique du Mans.

« La ditte cérémonie a eü lieu avec tout l'appareil et la célébrité possible, et pour la rendre plus pompeuse, la musique du Mans après avoir convoquée ÿ a assisté ce qui a attiré un très grand concours de monde. »

Loué fut desservie par une des lignes de chemin de fer secondaire des tramways de la Sarthe. Un viaduc sur la Vègre fut construit à la Tuilerie pour permettre le passage de la ligne Le Mans -  Saint-Denis-d'Orques.

## Politique et administration

### Liste des maires
| Période                                  | Période                    | Identité           | Étiquette   | Qualité                                                                |
| ---------------------------------------- | -------------------------- | ------------------ | ----------- | ---------------------------------------------------------------------- |
| Les données manquantes sont à compléter. |                            |                    |             |                                                                        |
| décembre 1919                            | mai 1925                   | Armand Binault     | RG          | Notaire Conseiller général du canton de Loué (1909 → 1925)             |
| mai 1925                                 | septembre 1927 (décès)     | Alphonse Ricordeau | Rad.        | Vétérinaire Conseiller général du canton de Loué (1925 → 1927)         |
| Les données manquantes sont à compléter. |                            |                    |             |                                                                        |
| 1930                                     | mai 1935                   | Charles Ricordeau  |             | Hôtelier-restaurateur                                                  |
| mai 1935                                 | septembre 1935 (démission) | Victor Joyeau      |             |                                                                        |
| 1935                                     | 1942                       | Constant Cryé      |             |                                                                        |
| 1942                                     | janvier 1957 (démission)   | Hector Vincent     |             |                                                                        |
| janvier 1957                             | mars 1959                  | M. Rayon           |             |                                                                        |
| mars 1959                                | mars 1971                  | Jean Maisonneuve   |             | Médecin                                                                |
| mars 1971                                | mars 1983                  | Gustave Niesseron  |             |                                                                        |
| mars 1983                                | mars 1989                  | Yves Bellessort    | UDF         | Chirurgien-dentiste Conseiller général du canton de Loué (1982 → 1994) |
| mars 1989                                | mars 2008                  | Pierre Rolland     | PS puis DVG | Directeur d'école                                                      |
| mars 2008                                | mai 2020                   | Dominique Croyeau  | DVG         | Professeur d'histoire-géographie en collège                            |
| mai 2020                                 | En cours                   | Anthony Mussard    | SE-DVG      | Infirmier anesthésiste Vice-président de la CC Loué-Brûlon-Noyen       |

Le conseil municipal est composé de dix-neuf membres dont le maire et cinq adjoints.

### Jumelages
Loué participe depuis 1969 à des échanges sociaux, culturels et sportifs avec la ville d'Harpstedt, en Allemagne, située à une distance de 1 000 km.

## Population et société

### Démographie
L'évolution du nombre d'habitants est connue à travers les recensements de la population effectués dans la commune depuis 1793. Pour les communes de moins de 10 000 habitants, une enquête de recensement portant sur toute la population est réalisée tous les cinq ans, les populations de référence des années intermédiaires étant quant à elles estimées par interpolation ou extrapolation. Pour la commune, le premier recensement exhaustif entrant dans le cadre du nouveau dispositif a été réalisé en 2008.
En 2022, la commune comptait 2 100 habitants, en évolution de −3,89 % par rapport à 2016 (Sarthe : −0,25 %, France hors Mayotte : +2,11 %).
Loué a compté jusqu'à 2 140 habitants en 1861. Après être descendue jusqu'à 1 490 habitants en 1962, l'ancien maximum est dépassé lors de l'estimation 2011 (2 162 habitants.
| 1793  | 1800  | 1806  | 1821  | 1831  | 1836  | 1841  | 1846  | 1851  |
| ----- | ----- | ----- | ----- | ----- | ----- | ----- | ----- | ----- |
| 1 100 | 1 204 | 1 313 | 1 569 | 1 765 | 1 836 | 1 903 | 1 964 | 2 049 |

| 1856  | 1861  | 1866  | 1872  | 1876  | 1881  | 1886  | 1891  | 1896  |
| ----- | ----- | ----- | ----- | ----- | ----- | ----- | ----- | ----- |
| 2 048 | 2 140 | 2 006 | 1 806 | 1 753 | 1 976 | 1 855 | 1 830 | 1 735 |

| 1901  | 1906  | 1911  | 1921  | 1926  | 1931  | 1936  | 1946  | 1954  |
| ----- | ----- | ----- | ----- | ----- | ----- | ----- | ----- | ----- |
| 1 709 | 1 726 | 1 650 | 1 562 | 1 557 | 1 496 | 1 510 | 1 575 | 1 538 |

| 1962  | 1968  | 1975  | 1982  | 1990  | 1999  | 2006  | 2008  | 2013  |
| ----- | ----- | ----- | ----- | ----- | ----- | ----- | ----- | ----- |
| 1 490 | 1 648 | 1 791 | 1 868 | 1 929 | 2 042 | 2 097 | 2 113 | 2 207 |

| 2018  | 2022  | - | - | - | - | - | - | - |
| ----- | ----- | - | - | - | - | - | - | - |
| 2 084 | 2 100 | - | - | - | - | - | - | - |

### Label
La commune est une ville fleurie (une fleur) au concours des villes et villages fleuris.

### Sports et loisirs
- Le Club athlétique de Loué fait évoluer deux équipes de football en divisions de district[31].
- Club d'escrime, Le Cercle des Mousquetaires de Loué[32].

### Manifestations culturelles et festivités
- Tournoi de football du Club athlétique de Loué, chaque année, le jeudi de l'Ascension.
- Comice, chaque année, le dernier week-end d'août.

## Économie

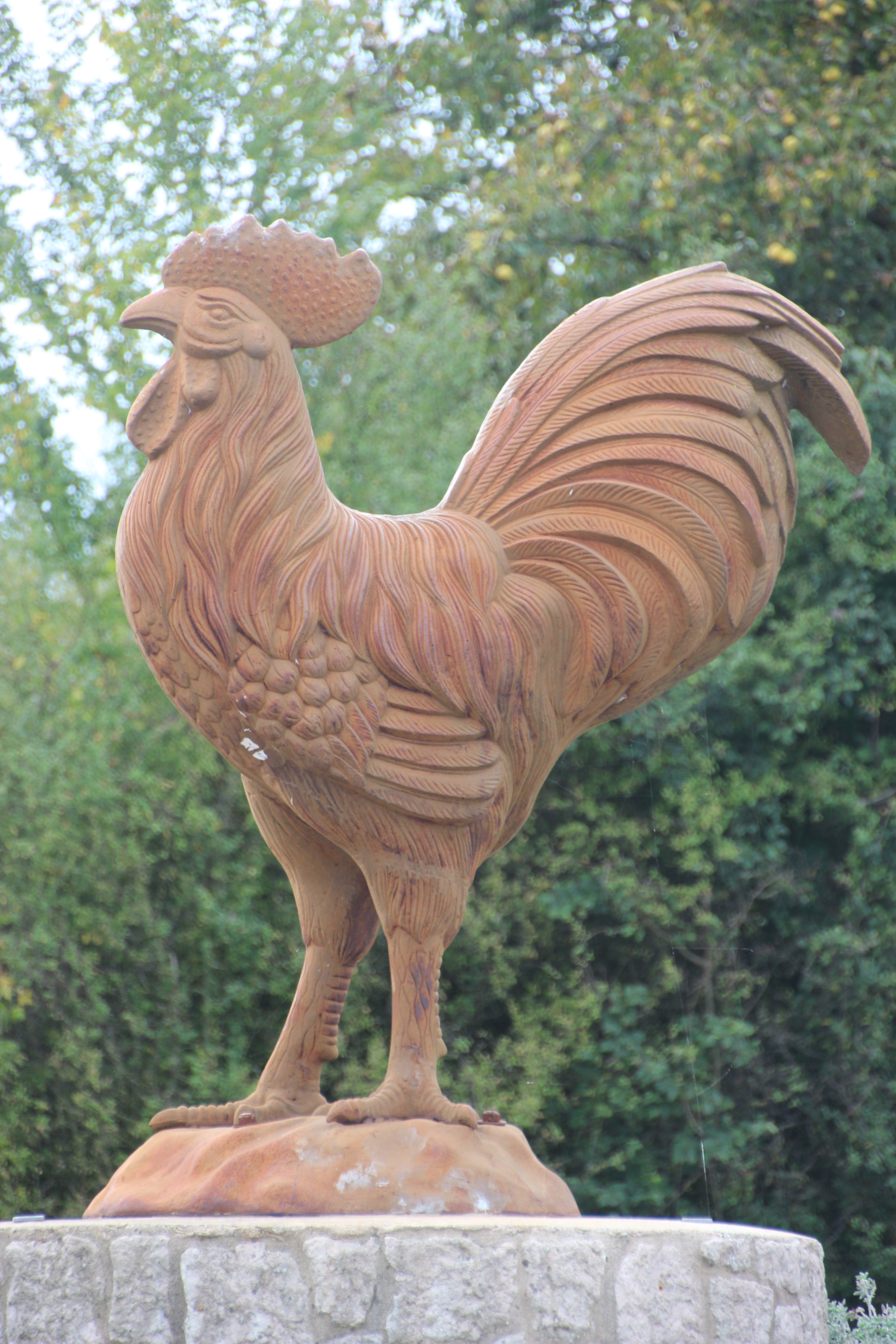
Sculpture de poulet.

La ville de Loué est connue pour avoir donné son nom aux appellations « Volailles de Loué » et « Œufs de Loué ».

## Culture locale et patrimoine

### Lieux et monuments

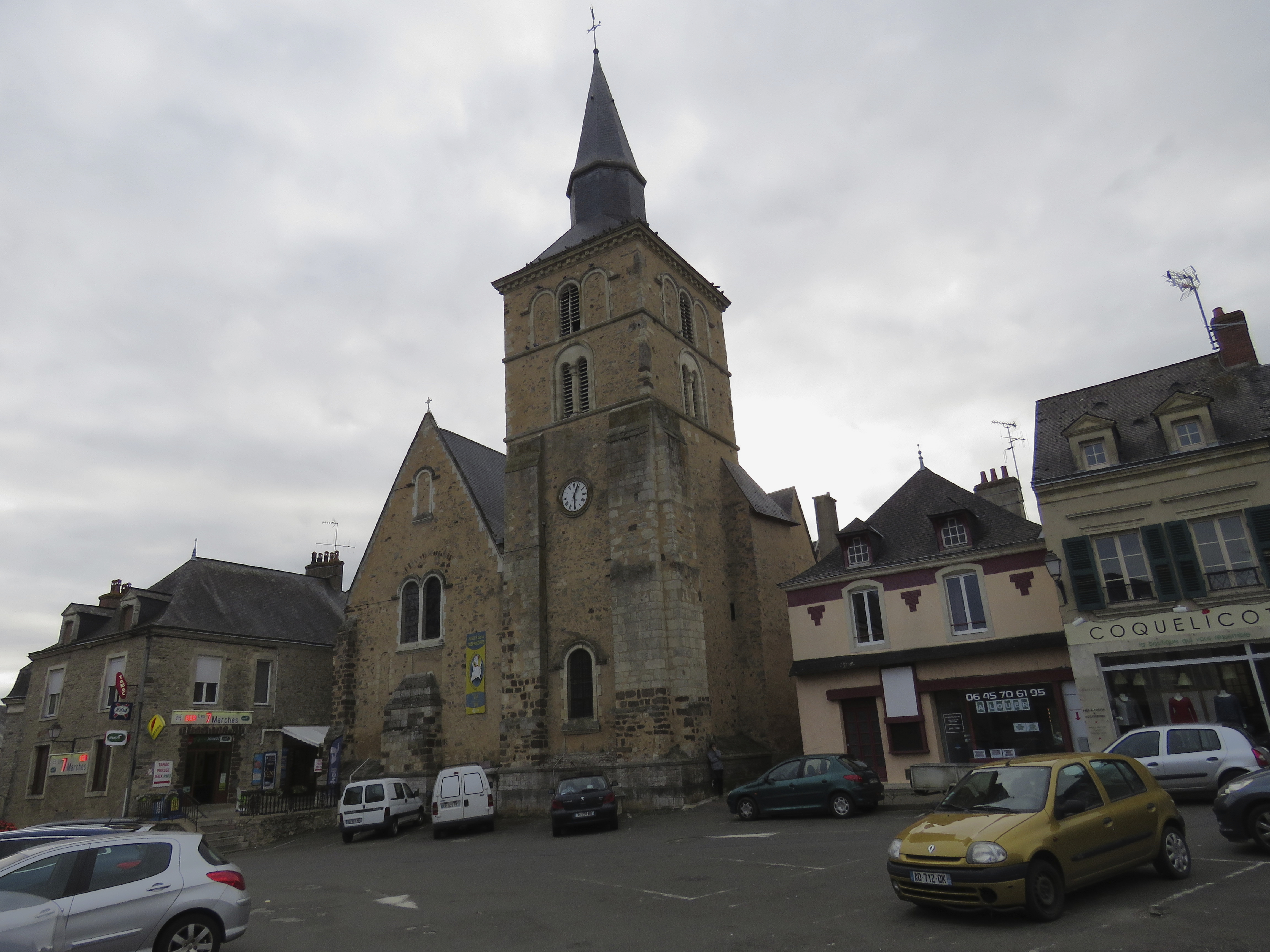
Église Saint-Symphorien.

- Château de Coulennes (XVe siècle), inscrit aux monuments historiques depuis le 12 septembre 1977[33].
- Église Saint-Symphorien. Elle abrite trois statues du XVIIe siècle classées à titre d'objets aux Monuments historiques[34].

### Films tournés à Loué
- 1962-1964 : La Douceur du village de François Reichenbach (documentaire).
- 1993 : Poulet fermier de Philippe Triboit avec Annie Cordy et Francis Perrin.

### Personnalités liées à la commune
- Famille Le Clerc de Juigné, seigneurs de Loué.
- Famille de Laval, seigneurs de Loué.
- Abel Foullon (1514 à Loué - 1563), valet de chambre du roi Henri II, mathématicien, traducteur et poète.
- Joseph Louis Houdebert (né en 1755 à Loué), homme politique.
- Almire Gandonnière (1813 à Loué - 1863), librettiste.
- Céline Chaumont, (1846-1926),  comédienne, née le 18 mars 1846, rue Traversière, décédée le 4 février 1926 à Paris 9e.
- Jacques Haïk (1893 - 1950 à Loué).
- Norbert Bézard (1896 à Loué - 1956), militant syndicaliste, céramiste et peintre.

### Héraldique
| Armes de Loué | Les armes de la commune de Loué se blasonnent ainsi : Chevronné d'or et de gueules de huit pièces, au chef d'azur chargé de trois écrevisses d'or, en pal. « Le blason timbré de la couronne murale a été complété par deux coqs supportant l'écu et posés sur deux gerbes de blé croisées en pointe en sautoir ». |